# Waterschapsverkiezingen 2013
De waterschapsverkiezingen 2013 waren Nederlandse verkiezingen die van 13 tot en met 26 november 2013 werden gehouden worden voor de leden van het algemeen bestuur in het waterschap Vechtstromen, in de categorie ingezetenen. Het waren herindelingsverkiezingen wegens de fusie van de waterschappen Regge en Dinkel en Velt en Vecht, die plaatsvond op 1 januari 2014.
Naast de zetels voor de categorie ingezetenen, de meerderheid, waren er in het algemeen bestuur ook zeven zogenaamde "geborgde" zetels voor groepen met specifieke belangen zoals de grondbezitters oftewel ingelanden. Deze bestuursleden werden niet gekozen, maar benoemd door LTO Noord, de Kamer van Koophandel en het Bosschap.
In tegenstelling tot andere verkiezingen in Nederland werden deze verkiezingen per post georganiseerd in plaats van dat de kiezers naar het stembureau moesten. Deze verkiezingen werd gestemd met het zogenoemde "brief-in-brief-stemsysteem", waarbij fraude werd voorkomen door middel van barcodes op de retourenvelop.
Vanwege deze verkiezingen deed het waterschap Vechtstromen niet mee aan de reguliere verkiezingen van 2015, maar werd pas weer meegedaan aan landelijke verkiezingen in 2019. Hierdoor was de zittingsduur vijf jaar en drie maanden, in plaats van de gebruikelijke vier jaar.

## Opkomst
|                   | 2013    | 2013  |
| # stemmen         | %       |       |
| ----------------- | ------- | ----- |
| Kiesgerechtigden  | 637.345 |       |
| Niet opgekomen    | 502.052 | 78,79 |
| Opkomst           | 135.293 | 21,21 |
| Ongeldige stemmen | 1.208   | 0,89  |
| Blanco stemmen    | 499     | 0,37  |
| Geldige stemmen   | 133.586 | 98,74 |

## Uitslag
| Belangengroepering                     | # stemmen | %     | zetels |
| -------------------------------------- | --------- | ----- | ------ |
| Christen Democratisch Appèl (CDA)      | 29.959    | 22,43 | 5      |
| Water Natuurlijk                       | 28.797    | 21,56 | 5      |
| Algemene Waterschapspartij             | 20.938    | 15,67 | 3      |
| VVD                                    | 15.317    | 11,47 | 2      |
| ChristenUnie                           | 14.447    | 10,81 | 2      |
| OUDERENPARTIJ                          | 12.689    | 9,50  | 2      |
| Staatkundig Gereformeerde Partij (SGP) | 7.353     | 5,50  | 1      |
| Water voor jou!                        | 4.086     | 3,06  | 0      |
| totaal                                 | 133.586   | 100   | 20     |

2008 · 2010 · 2013 · 2015 · 2019 · 2023